# Words (Bee Gees)
Words is een nummer geschreven en gezongen door de Britse groep Bee Gees en op single uitgebracht begin 1968. Barry, Robin en Maurice schreven het nummer voor hun manager Robert Stigwood. Het was oorspronkelijk bedoeld voor Cliff Richard, maar in die dagen bracht hij weinig uit. In plaats van het verspillen van het nummer, besloten de Bee Gees het nummer zelf op te nemen.

## Achtergrond
Zoals vermeld op de Bee Gees single werd het nummer gebruikt in de film De Mini Mob uit 1968, waar het door Georgie Fame werd gezongen in een arrangement van Bill Shepherd. De zeer beperkte distributie van de film en de release van de Bee Gees-versie overschaduwde de versie van Georgie Fame.
Barry Gibb zingt de hoofdstem en mogelijk ook alle backing vocals. De band bestond uit Barry Gibb (gitaar), Robin Gibb zang, Maurice Gibb (piano en basgitaar) Colin Petersen (drums) en Vince Melouney (gitaar) met orkestrale begeleiding van Bill Shepherd.
De plaat werd wereldwijd een hit en bereikte in Duitsland, Zwitserland en Canada de nummer 1-positie. In Bee Gees'  thuisland het Verenigd Koninkrijk werd de 8e positie in de UK Singles Chart behaald. In Ierland werd de 14e positie bereikt, in de Verenigde Staten de 15e, Australië de 13e, Nieuw-Zeeland de 9e, Chili de 19e en Zuid-Afrika de 5e positie.
In Nederland werd de plaat destijds veel gedraaid op de zeezenders en de publieke radiozenders en werd een gigantische hit. De plaat bereikte de nummer 1-positie in zowel de Nederlandse Top 40 op Radio Veronica als in de Parool Top 20 op Hilversum 3.
In België bereikte de plaat de 3e positie in de voorloper van de Vlaamse Ultratop 50. In Wallonië werd de 9e positie bereikt.
"Words" is opgenomen door vele andere artiesten. Onder hen zijn Rita Coolidge in 1978 en Boyzone in 1996. De versie van Boyzone was hun vijfde single en hun eerste nummer 1-hit in het Verenigd Koninkrijk.

## Hitnoteringen

### Nederlandse Top 40
| Hitnotering: 24-02-1968 t/m 20-04-1968 | Hitnotering: 24-02-1968 t/m 20-04-1968 | Hitnotering: 24-02-1968 t/m 20-04-1968 | Hitnotering: 24-02-1968 t/m 20-04-1968 | Hitnotering: 24-02-1968 t/m 20-04-1968 | Hitnotering: 24-02-1968 t/m 20-04-1968 | Hitnotering: 24-02-1968 t/m 20-04-1968 | Hitnotering: 24-02-1968 t/m 20-04-1968 | Hitnotering: 24-02-1968 t/m 20-04-1968 | Hitnotering: 24-02-1968 t/m 20-04-1968 | Hitnotering: 24-02-1968 t/m 20-04-1968 |
| Week                                   | 1                                      | 2                                      | 3                                      | 4                                      | 5                                      | 6                                      | 7                                      | 8                                      | 9                                      |                                        |
| -------------------------------------- | -------------------------------------- | -------------------------------------- | -------------------------------------- | -------------------------------------- | -------------------------------------- | -------------------------------------- | -------------------------------------- | -------------------------------------- | -------------------------------------- | -------------------------------------- |
| Nummer                                 | 2                                      | 1                                      | 1                                      | 1                                      | 4                                      | 8                                      | 14                                     | 22                                     | 30                                     | uit                                    |

### Parool Top 20
| Hitnotering: 17-02-1968 t/m 13-04-1968 | Hitnotering: 17-02-1968 t/m 13-04-1968 | Hitnotering: 17-02-1968 t/m 13-04-1968 | Hitnotering: 17-02-1968 t/m 13-04-1968 | Hitnotering: 17-02-1968 t/m 13-04-1968 | Hitnotering: 17-02-1968 t/m 13-04-1968 | Hitnotering: 17-02-1968 t/m 13-04-1968 | Hitnotering: 17-02-1968 t/m 13-04-1968 | Hitnotering: 17-02-1968 t/m 13-04-1968 | Hitnotering: 17-02-1968 t/m 13-04-1968 | Hitnotering: 17-02-1968 t/m 13-04-1968 |
| Week                                   | 1                                      | 2                                      | 3                                      | 4                                      | 5                                      | 6                                      | 7                                      | 8                                      | 9                                      |                                        |
| -------------------------------------- | -------------------------------------- | -------------------------------------- | -------------------------------------- | -------------------------------------- | -------------------------------------- | -------------------------------------- | -------------------------------------- | -------------------------------------- | -------------------------------------- | -------------------------------------- |
| Nummer                                 | 9                                      | 2                                      | 1                                      | 1                                      | 1                                      | 6                                      | 11                                     | 13                                     | 18                                     | uit                                    |

### NPO Radio 2 Top 2000
| Nummer met noteringen in de NPO Radio 2 Top 2000 | '99 | '00 | '01 | '02 | '03 | '04 | '05 | '06 | '07 | '08 | '09 | '10 | '11 | '12 | '13 | '14 | '15 | '16 | '17 | '18  | '19  | '20  | '21  | '22  | '23  | '24 |
| ------------------------------------------------ | --- | --- | --- | --- | --- | --- | --- | --- | --- | --- | --- | --- | --- | --- | --- | --- | --- | --- | --- | ---- | ---- | ---- | ---- | ---- | ---- | --- |
| Words                                            | 282 | 215 | 184 | 339 | 279 | 300 | 358 | 356 | 295 | 298 | 388 | 362 | 481 | 763 | 712 | 792 | 882 | 717 | 762 | 1126 | 1139 | 1018 | 1054 | 1181 | 1116 | 987 |

1. ↑  Een vetgedrukt getal geeft de hoogste notering aan.

### Evergreen Top 1000
| Evergreen Top 1000 "Words" | Evergreen Top 1000 "Words" | Evergreen Top 1000 "Words" | Evergreen Top 1000 "Words" | Evergreen Top 1000 "Words" | Evergreen Top 1000 "Words" | Evergreen Top 1000 "Words" | Evergreen Top 1000 "Words" | Evergreen Top 1000 "Words" | Evergreen Top 1000 "Words" | Evergreen Top 1000 "Words" | Evergreen Top 1000 "Words" | Evergreen Top 1000 "Words" | Evergreen Top 1000 "Words" | Evergreen Top 1000 "Words" | Evergreen Top 1000 "Words" | Evergreen Top 1000 "Words" |
| Jaar                       | 2008                       | 2009                       | 2010                       | 2011                       | 2012                       | 2013                       | 2014                       | 2015                       | 2016                       | 2017                       | 2018                       | 2019                       | 2020                       | 2021                       | 2022                       | 2023                       |
| -------------------------- | -------------------------- | -------------------------- | -------------------------- | -------------------------- | -------------------------- | -------------------------- | -------------------------- | -------------------------- | -------------------------- | -------------------------- | -------------------------- | -------------------------- | -------------------------- | -------------------------- | -------------------------- | -------------------------- |
| Positie                    | 71                         | 13                         | 76                         | 76                         | 78                         | 116                        | 72                         | 59                         | 85                         | 98                         | 136                        | 104                        | 114                        | 108                        | 112                        | 93                         |